# Герб Веселівського району
Герб Веселівського району — офіційний символ Веселівського району, затверджений 24 грудня 2003 р. рішенням сесії районної ради.

## Опис
На лазуровому щиті золоте листя соняшника, поверх яких золотий колос. Поверх всього перекинутий лазуровий глечик, облямований золотом, з витікаючими з нього трьома срібними струменями, обтяженими золотою чотирипроменевою зіркою і супроводжувані зверху двома, а праворуч однією срібною чотирипроменевою різновеликими зірками. Щит поміщений на срібний декоративний картуш і увінчаний срібною міською короною.